# Eremobium
Eremobium là chi thực vật có hoa trong họ Cải.